# Северен елен
 Тази статия е за елена карибу.  За града в Мейн, САЩ вижте Карибу (Мейн).  За окръга в Айдахо, САЩ вижте Карибу (окръг).
Северен елен (Rangifer tarandus) или елен карибу, както е известен в Северна Америка, е вид елен, обитаващ Арктика и Субарктическия регион, като образува постоянни и мигриращи популации. Въпреки че има много представители на вида и той е широко разпространен, някои от неговите подвидове се срещат рядко, а един или два от тях са на ръба на изчезването.
Северните елени имат различен цвят на козината и размер и двата пола имат рога, но при мъжките индивиди са по-големи, а при някои популации има женски без рога.
Ловът на див и отглеждането на полуодомашнен (за месо, борби, рога, мляко и транспорт) северен елен са важни занимания в бита на местните жители. Дори далеч извън ареала си, видът е известен поради легендата, вероятно появила се в Америка през 19 век, че шейната на Дядо Коледа е теглена от летящи северни елени, която е популярна част от коледната традиция. В Лапландия елените наистина теглят шейни, наречени булке.

## Подвидове

### Тундрови
- Арктически северен елен (R. tarandus eogroenlandicus) †
- Северен елен на Пири (R. tarandus pearyi)
- Свалбардски северен елен (R. tarandus platyrhynchus)
- Планински северен елен (R. tarandus tarandus)
- Северен елен от река Поркюпайн или Северен елен на Грант (R. tarandus granti)
- Гренландски северен елен (R. tarandus groenlandicus)

### Горски
- Финландски горски северен елен (R. tarandus fennicus)
- Мигриращ горски северен елен (R. tarandus caribou)
- Северен елен от островите Кралица Шарлот (R. tarandus dawsoni) †

## Описание

### Характеристики
Големите мъжки екземпляри могат да достигнат над 1,2 метра височина до рамото и да тежат повече от 250 килограма. Женските обикновено са малко по-дребни. Имат силно раздвоени копита, така че краката им да не потъват надълбоко в снега. Умеят да плуват добре. Цветът на козината им варира от белезникав зимно време до кафяв лятно време. По-дебелите косми на козината са кухи, което подобрява изолационните им качества. Рогата могат да достигнат дължина до 1,4 метра при мъжките образци. Женските са единствените еленови видове, които също имат рога.
Северните елени достигат полова зрялост на една година, ако се хранят добре, макар мъжките да не могат да се съревновават за женски, преди да са достигнали четвъртата си есен, когато рогата и телесната им маса са достатъчно големи. Разгонването настъпва през октомври и продължава 11 дни. Тундровите елени, които се смесват с хиляди женски за есенната миграция, преценяват на око размера на рогата на другите мъжки и обикновено избягват сериозни схватки. Горските елени обаче защитават харема и са готови да се сражават по-жестоко. Малките се раждат през май или юни, като бременността продължава седем и половина месеца. Новородените растат бързо, сучейки майчиното мляко, което е по-богато на хранителни вещества от това на което и да е друго копитно животно. Само след месец те могат да се хранят с пресни растения, а след три месеца могат да оцелеят и без майка си, макар отбиването да се случва след 5 – 6 месеца. Възможно е близо половината от малките да бъдат изядени от вълци, мечки или рисове. Северните елени обикновено живеят 15 години в природата и до 20 години в плен.

### Начин на живот
Горските северни елени живеят в семейни групи от 6 до 13 индивида. Тундровите северни елени прекарват зимата разпръснати сред горите, но се събират през пролетта, за да мигрират към тундрата. На есен се струпват отново, за да се завърнат към гората. През лятото се хранят с треви, острици, зелени листа на храсти и издънки на лиственици, върби и брези. Към края на лятото ядат и гъби. Зимно време метаболизмът им се забавя и обикновено разчитат на мъхове и лишеи с високо съдържание на въглехидрати, които изравят изпод снега. Северните елени оцеляват с тази бедна на енергия храна, като рециклират урея в храносмилателната си система и използват азота ѝ.

## Стопанско значение
Съществуват около 3,5 милиона диви северни елени в Северна Америка и около 1 милион в Евразия, главно в Русия. В Северна Европа се отглеждат почти 3 милиона домашни северни елена. Северните елени са от голямо значение за традиционните северни пастирски народи, като например саамите, които ги използват като товарни и теглещи животни, както и за месо, мляко и кожи. От рогата им се изработват различни инструменти и тотеми. Пастирите използват лодки, за да насочат стадата елени към острови през лятото. В района на Голям Хинган в североизточната част на Китай, евенките използват северните елени като товарни животни, както и за яздене. Монголското племе цаатани също използва северните елени по различни начини.

## Произход
Данните от вкаменелости, намерени в Аляска, сочат, че северните елени са еволюирали в края на плиоцен (преди 3,6 до 2,6 милиона години). През последния ледников период, преди около 11 700 години, те са ловувани от културата Кловис на територията на днешния американски щат Ню Мексико, както и от много от ранните племена през каменната епоха в южните части на Европа.